# Ubiergo
Ubiergo es una localidad perteneciente al municipio de Secastilla, en la provincia de Huesca, comunidad autónoma de Aragón, España. En 2023 contaba con 28 habitantes.